# Gli occhi miei
negli occhi miei non guardi mai
eppure tu, io lo so, io lo so,
che un po’ di bene già mi vuoi…..»
Gli occhi miei è un brano musicale composto da Mogol (testo) e Carlo Donida (musica), undicesimo classificato al Festival di Sanremo 1968 nell'interpretazione di Wilma Goich e Dino.

## 45 giri
La Goich pubblica il brano nel il disco Gli occhi miei/La tua città, mentre Dino in Gli occhi miei/Passano.

## Il brano
Il testo racconta dello sguardo di una persona amata che se non parla con noi la si capisce immediatamente, e se uno mente lo si capisce al primo sguardo.

## Classifiche
Il singolo di Dino raggiunse la posizione numero 7 nelle classifiche di vendita dell'epoca.

## Traduzioni
Nella stessa estate del 1968 il brano è pubblicato come singolo in lingua inglese dal cantante Tom Jones con il titolo Help Yourself inserito nell'album omonimo.

## Cover
Nello stesso 1968 Juliette incide il disco Gli occhi miei/Sera, mentre il singolo di Marisa Sannia è Casa bianca/Gli occhi miei. Nel 1968 Ben Cramer realizza una cover dal titolo Dans met mij, testo di W. Rex, inserita nell'album Ben dell'anno successivo. Nel 1984 Riccardo Del Turco inserisce la cover del brano nell'album omonimo (CGD, LSM 1163). Il brano è stato inoltre reinterpretato dal trio composto da Rosanna Fratello, Bobby Solo e Little Tony, che nel 1985 si faceva chiamare i Ro.Bo.T., da Anna Maria Di Marco, vocalist per Vanessa Viola, nella compilation Non è la Rai estate del 1994, da Angelo Mauro nell'album Stesso sole stesso mare, dall'Orchestra Volare nel 2014 per l'album Italianissimo (Irma Records, IRM 1109 CD) e da Patrizio Buanne nell'album Viva la Dolce Vita del 2015.